# Carena de muntanya

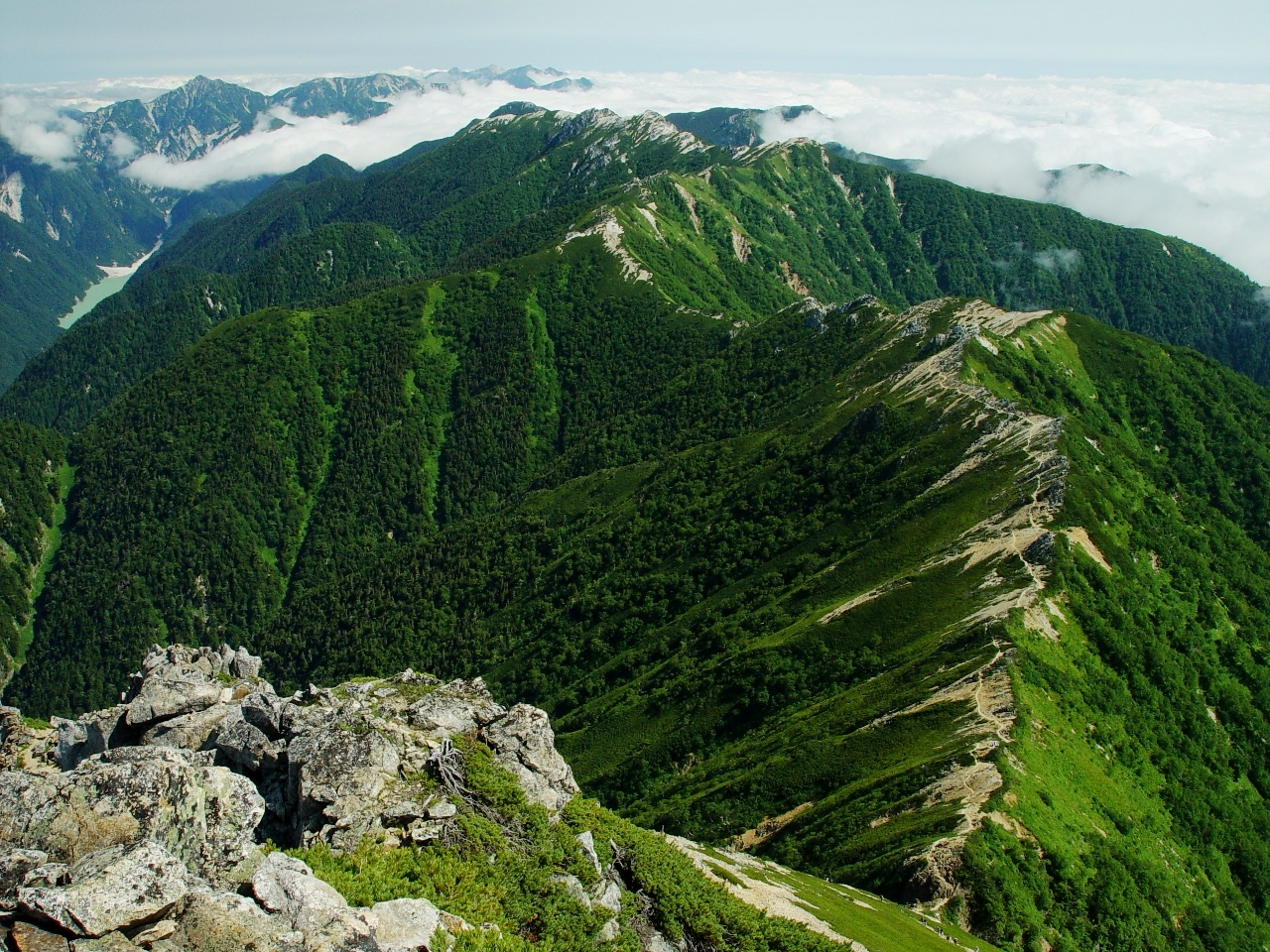
Una carena de muntanya al Japó

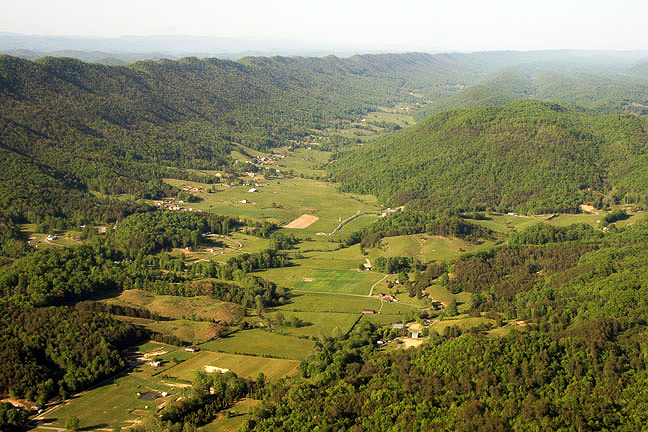
Una carena estratigràfica a les Apalatxes

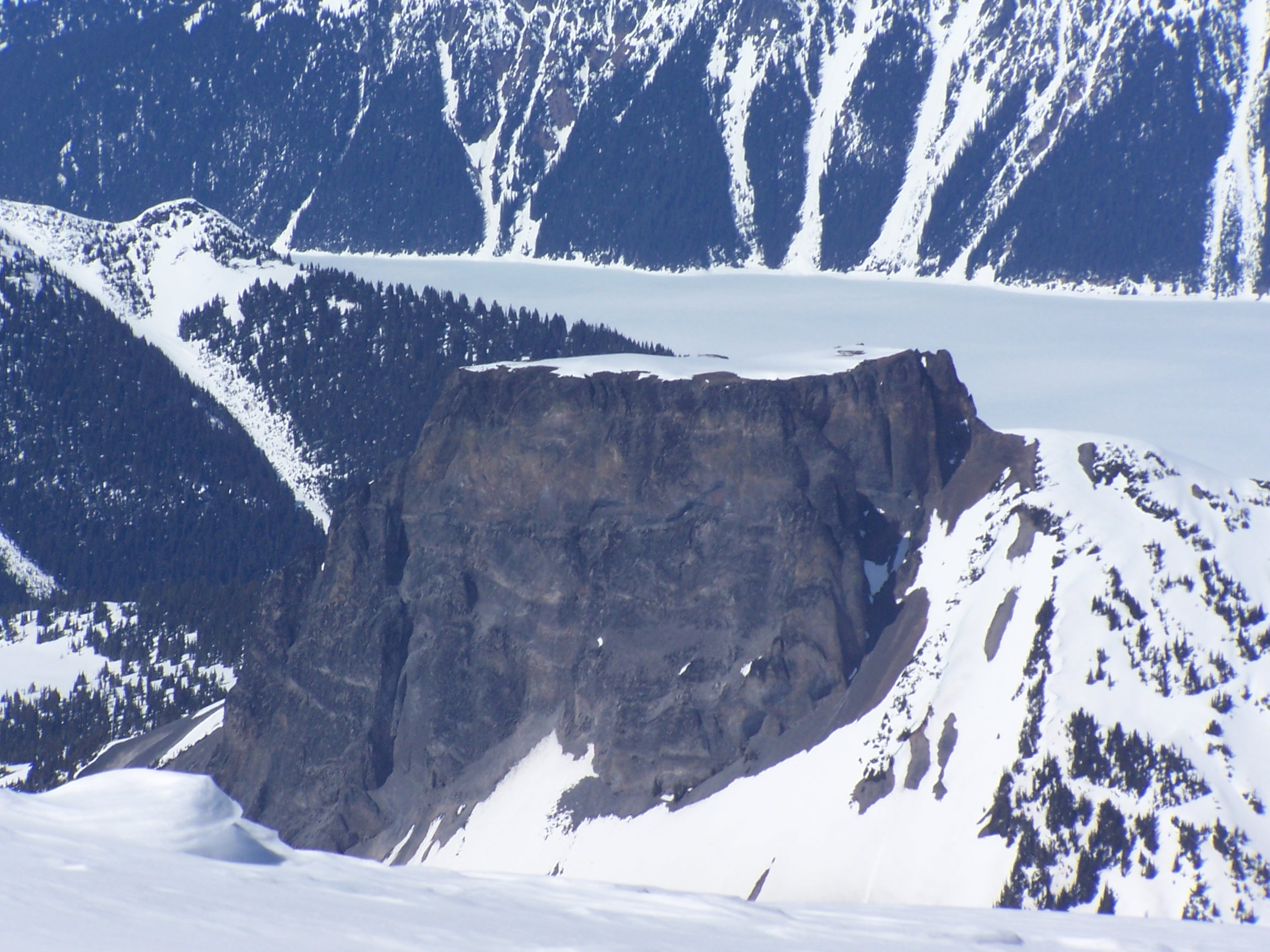
Les vores de volcans tuyes poden formar carenes.

Una carena de muntanya o aresta en geomorfologia és, en general, la línia divisòria entre dos vessants en una serralada. Els vessants de la carena s'estenen pendent avall a partir de la part superior més estreta formada pels punts més alts de la línia.

## Tipus
Hi ha diversos tipus de carenes:
- Xarxa de drenatge: En els terrenys típics d'altiplà disseccionat, les valls de drenatge d'aigua creen carenes. Aquestes són les carenes de drenatge més comunes i normalment, però no sempre, estan formades per roques lleugerament més resistents a l'erosió. Sovint hi apareixen perquè hi hi havia més diàclasi allà on les valls es van formar. Aquest tipus de carenes té generalment una orientació una mica aleatòria, canviant de direcció freqüentment, sovint amb intervals de protuberàncies en la part superior de la carena.
- Carena estratigràfica: En llocs com a la zona Ridge-and-Valley de les Apalatxes, carenes llargues i rectes es formen a partir de les vores no-erosionades restants dels estrats més resistents dels pendents que van ser plegats lateralment. Carenes similars s'han format en llocs com els Black Hills, on formen cercles concèntrics al voltant del nucli igni. De vegades aquestes carenes són anomenades "hogback".
- Dorsal oceànica: En zones d'extensió tectònica arreu del món, com a la dorsal mesoatlàntica, l'activitat volcànica a la frontera entre noves plaques forma carenes volcàniques a la zona d'extensió. L'assentament isostàtic i l'erosió redueixen gradualment les elevacions que s'allunyen de la zona.
- Carena de cràter de meteorit: Gran col·lisions de meteorits típicament formen grans cràters d'impacte bordejats per carenes circulars.
- Carena de cràter volcànic: Grans volcans sovint deixen darrere un cràter central/caldera bordejat per carenes circulars.
- Carena de falla: Les falles sovint formen cingles. De vegades, les parts superiors d'aquests escarpaments no creen altiplans sinó que es pleguen de tal manera que les vores formen carenes.
- Carena de duna: En àrees de gran activitat de dunes, certs tipus de dunes formen carenes de sorra.
- Morrenes i eskers: L'activitat glacial pot deixar carenes en forma de morrenes i eskers. Una aresta és una carena prima de roca formada per erosió glacial.
- Carena subglacial volcànica: Molts volcans subglacials creen formacions de carenes quan la lava esclata a través d'una glacera gruixuda o d'un Indlandsis.
- Carenes d'obturador: Una carena d'obturador és una cresta que s'ha mogut al llarg d'una línia de falla, bloquejant o desviant el drenatge. Típicament, un obturador crea una vall corresponent a l'alineació de la falla que la produeix.